# Eogena
Eogena là một chi bướm đêm thuộc họ Noctuidae.

## Loài
- Eogena contaminei Eversmann, 1847